# Adicella vera
Adicella vera är en nattsländeart som beskrevs av Olah 1986. Adicella vera ingår i släktet Adicella och familjen långhornssländor. Inga underarter finns listade i Catalogue of Life.